# Big Machine Records
A Big Machine Records amerikai lemezkiadó, amelynek a lemezeit a Universal Music Group forgalmazza. A Big Machine a Tennessee állambeli Nashville-ben található. A kiadót 2005 szeptemberében a DreamWorks Records korábbi vezetője, Scott Borchetta alapította. Borchetta és Toby Keith countryénekes közös vállalkozása lett.
Az, hogy Scooter Braun cége, az Ithaca Holdings 2019-ben megvásárolta a Big Machine Recordst, nagy nyilvánosságot kapott vitához vezetett Taylor Swift amerikai énekesnő-dalszerzővel, a kiadónál megjelent albumai maszterjeinek tulajdonjogát illetően.

## Fordítás
Ez a szócikk részben vagy egészben  a   Big Machine Records című angol Wikipédia-szócikk ezen változatának fordításán alapul.  Az eredeti cikk szerkesztőit annak laptörténete sorolja fel. Ez a jelzés csupán a megfogalmazás eredetét és a szerzői jogokat jelzi, nem szolgál a cikkben szereplő információk forrásmegjelöléseként.